# Гексафторостибат натрия
Гексафторостибат натрия — неорганическое соединение, комплексная соль фторида сурьмы и фторида натрия с формулой Na[SbF6], бесцветные кристаллы, растворяются в воде.

## Получение
- Окисление триоксида сурьмы трифторидом брома:

{\displaystyle {\mathsf {6Sb_{2}O_{3}+20BrF_{3}+12NaF\ {\xrightarrow {350^{o}C}}\ 12Na[SbF_{6}]\downarrow +10Br_{2}+9O_{2}}}}
- Реакцией фторидов сурьмы и натрия:

{\displaystyle {\mathsf {SbF_{5}+NaF\ {\xrightarrow {}}\ Na[SbF_{6}]}}}

## Физические свойства
Гексафторостибат натрия образует бесцветные кристаллы кубической сингонии, пространственная группа P a3, параметры ячейки a = 0,820 нм.
Растворяется в воде с частичным гидролизом.

## Химические свойства
- В водных растворах подвергается частичному гидролизу:

{\displaystyle {\mathsf {[SbF_{6}]^{-}+H_{2}O\ \rightleftarrows \ [SbOF_{4}]^{-}+2HF}}}
{\displaystyle {\mathsf {2[SbF_{6}]^{-}+H_{2}O\ \rightleftarrows \ [Sb_{2}OF_{10}]^{2-}+2HF}}}
- Реагирует с концентрированной плавиковой кислотой:

{\displaystyle {\mathsf {Na[SbF_{6}]+3HF\ {\xrightarrow {0^{o}C}}\ H_{3}[SbF_{8}]+NaF\downarrow }}}
- Разлагается в разбавленных растворах щелочей:

{\displaystyle {\mathsf {Na[SbF_{6}]+NaOH\ {\xrightarrow {}}\ Na[Sb(OH)F_{5}]+NaF}}}
- В концентрированных растворах щелочей образует соли гексагидроксостибат натрия:

{\displaystyle {\mathsf {Na[SbF_{6}]+6NaOH\ {\xrightarrow {}}\ Na[Sb(OH)_{6}]\downarrow +6NaF}}}